# Леопольдштадт
Леопольдштадт (нем. Leopoldstadt, букв. «город Леопольда») — второй район Вены.  Назван по имени императора Священной Римской империи Леопольда I.
Площадь района составляет 19,2 км², население — 105 237 человек (1 января 2021), плотность населения — 5501 чел./км².
Леопольдштадт расположен близко к центру города. Вместе с находящимся севернее Бригиттенау (20-м районом) образует большой остров между Донауканалом и Дунаем; до 1900 года Бригиттенау был частью Леопольдштадта. Из-за многочисленного еврейского населения (38,5 % в 1923 году, до Холокоста) район получил прозвище «Остров мацы» (Mazzeinsel).
В Леопольдштадте находится Пратер — бывшее место охоты императоров, а теперь большой общественный парк общей площадью около 6 кв. км — популярное место отдыха. В части Пратера, наиболее близкой к центру города, расположен большой парк аттракционов. Он прилегает к площади Пратерштерн, в центре которой находится одноимённая железнодорожная станция, до 2006 года именовавшаяся Wien-Nord (Северный вокзал). Также в Леопольдштадте расположен современный кампус Венского университета экономики и бизнеса, являющийся ансамблем построек современной архитектуры.
Ещё один парк, Аугартен, площадью около 50 га, находится в северной части района. В его состав входит старейший барочный парк Вены. Кроме того, в Аугартене сохранились две зенитные башни времён Второй мировой войны.
В Леопольдштадте также располагаются крупнейший в Австрии выставочный центр Messe Wien и стадион «Эрнст Хаппель» — место проведения многих игр (в том числе финального матча) чемпионата Европы по футболу 2008 года. 

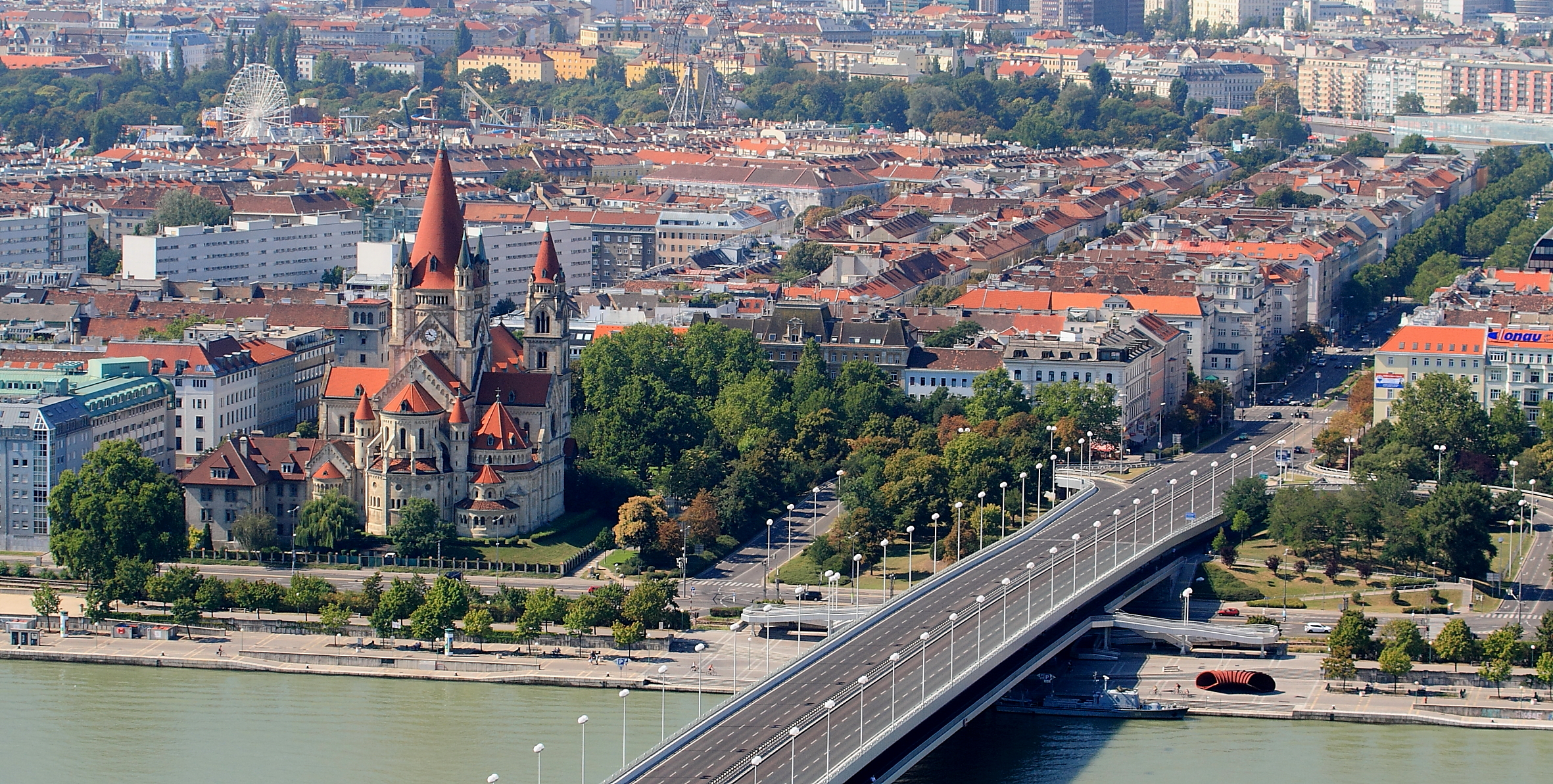
Площадь Мексики с церковью Святого Франциска Ассизского

## Население
| Год  | Численность |
| ---- | ----------- |
| 2005 | 91364       |
| 2006 | 92170       |
| 2007 | 93313       |
| 2008 | 93463       |

| Год  | Численность |
| ---- | ----------- |
| 2009 | 93822       |
| 2010 | 94735       |
| 2011 | 95302       |
| 2012 | 96582       |

| Год  | Численность |
| ---- | ----------- |
| 2013 | 96866       |
| 2014 | 99597       |
| 2015 | 101702      |
| 2016 | 103225      |

| Год  | Численность |
| ---- | ----------- |
| 2017 | 105003      |
| 2018 | 105574      |
| 2019 | 104946      |
| 2020 | 105848      |

.